# Waldrebhühner
Waldrebhühner (Arborophila) sind eine Gattung der Familie der Fasanenartigen. Es handelt sich dabei um Vögel, die die Wälder der südlichen, östlichen und südostasiatischen Tropen und Subtropen bewohnen. Sie haben eine rundliche bis ovale Körperform und kurze runde Flügel.
Waldrebhühner sind monogam. Außerhalb der Paarungszeit leben sie in Familien zusammen. Die Küken werden von Männchen und Weibchen gemeinsam aufgezogen.

## Arten
Es gibt 18 Arten:
- Hainanwaldrebhuhn (Arborophila ardens), kommt auf der Insel Hainan in China vor.
- Weißwangenwaldrebhuhn (Arborophila atrogularis), kommt in Indien, Nord-Myanmar und Nordost-Bangladesch vor.
- Braunbrustwaldrebhuhn (Arborophila brunneopectus), kommt in China, Kambodscha, Laos, Myanmar, Thailand und Vietnam vor.
- Kambodschawaldrebhuhn (Arborophila cambodiana), kommt nur in Kambodscha vor.
- Malaienwaldrebhuhn (Arborophila campbelli), kommt auf der malaysischen Halbinsel vor.
- Taiwanwaldrebhuhn (Arborophila crudigularis), kommt auf der Insel Taiwan vor.
- Davidwaldrebhuhn (Arborophila davidi), kommt in Kambodscha vor.
- Chinesisches Waldrebhuhn (Arborophila gingica), kommt in China vor (Provinzen Zhejiang, Jiangxi, Fujian, Guangdong und Guangxi).
- Borneowaldrebhuhn (Arborophila hyperythra), kommt auf der Insel Borneo vor.
- Javawaldrebhuhn (Arborophila javanica), kommt auf der Insel Java vor.
- Rotbrustwaldrebhuhn (Arborophila mandellii), kommt in Bhutan, Darjeeling, Sikkim, Arunachal Pradesh und im Südosten Tibets vor.
- Weißgesichtwaldrebhuhn (Arborophila orientalis), kommt im östlichen Java vor.
- Orangebrustwaldrebhuhn (Arborophila rolli), kommt auf der Insel Sumatra vor.
- Rotschnabelwaldrebhuhn (Arborophila rubrirostris), kommt auf der Insel Sumatra vor.
- Sichuanwaldrebhuhn (Arborophila rufipectus), kommt nur in China vor.
- Rotkehlwaldrebhuhn (Arborophila rufogularis), kommt in Bangladesch, Bhutan, China, Indien, Laos, Myanmar, Nepal, Thailand und Vietnam vor
- Sumatrawaldrebhuhn (Arborophila sumatrana), kommt auf der Insel Sumatra vor.
- Hügelhuhn (Arborophila torqueola), kommt in Indien, Nepal, Bhutan, Tibet, Myanmar, Thailand und Vietnam vor.

Es gibt einige Arten, die jetzt unter der Gattung Tropicoperdix klassifiziert werden:
- Charltonwaldrebhuhn (Tropicoperdix charltonii)
- Grünfußwaldrebhuhn (Tropicoperdix chloropus)
  - Gelbfußwaldrebhuhn (Tropicoperdix chloropus merlini)